# Copiocera nigricans
Copiocera nigricans är en insektsart som först beskrevs av Walker, F. 1870.  Copiocera nigricans ingår i släktet Copiocera och familjen gräshoppor. Inga underarter finns listade i Catalogue of Life.